# Указ о единонаследии
Указ о единонаследии 1714 года (О порядке наследования
в движимых и недвижимых имуществах) — нормативно-правовой акт, подписанный Петром I 18 марта 1714 года. Указ регламентировал правовой статус дворянства и закреплял юридическое слияние таких форм земельной собственности, как вотчина и поместье. В указе о единонаследии впервые был использован термин «недвижимое имущество». Обнародование указа датируется 23 марта 1714 года. Указ имел обратную силу и, согласно его п. 14, действовал с 1 января 1714 года. Отменён императрицей Анной Иоанновной 9 декабря 1730 года по докладу Сената.

## Предпосылки принятия указа

Аристократ эпохи Петра I

В. О. Ключевский так разъясняет причины принятия указа: «Вам известно юридическое различие между основными видами древнерусского служилого землевладения, между вотчиной, наследственной собственностью, и поместьем, владением условным, временным, обыкновенно пожизненным. Но задолго до Петра оба эти вида землевладения стали сближаться друг с другом: во владение вотчинное проникали черты поместного, а поместное усвояло юридические особенности вотчинного. В самой природе поместья, как земельного владения, заключались условия его сближения с вотчиной».
Таким образом, сама жизнь, социально-экономические реалии, подтолкнули Петра к принятию этого нормативного акта: «Так к началу XVIII века поместье приблизилось к вотчине на незаметное для нас расстояние и готово было исчезнуть как особый вид служилого землевладения. Тремя признаками обозначилось это сближение: поместья становились родовыми, как и вотчины; они дробились в порядке разверстки между нисходящими или боковыми, как дробились вотчины в порядке наследования; поместное верстание вытеснялось вотчинным пожалованием».

## Содержание указа
- Согласно положениям указа, происходило юридическое слияние поместного и вотчинного землевладения (на практике это сближение произошло гораздо раньше, однако, получило легитимацию только с изданием указа). Возникло новое понятие — недвижимость.

«Понеже разделением имений после отцов детям недвижимых великой есть вред в государстве нашем, как интересам
государственным, так и подданным и самим фамилиям падение».
- Указ запрещал отчуждать недвижимость, кроме случаев «нужды».
- Указ давал право наследовать неделимую недвижимость только одному сыну (как правило — старшему). Однако это не был принцип майората. Вот как об этом пишет В. О. Ключевский: «Это — не закон о майорате или „о первенстве“, навеянный будто бы порядками западноевропейского феодального наследования, как его иногда характеризуют, хотя Пётр и наводил справки о правилах наследования в Англии, Франции, Венеции… Мартовский указ не утверждал исключительного права за старшим сыном; майорат был случайностью, наступавшей только при отсутствии духовной: отец мог завещать недвижимое и младшему сыну мимо старшего. Указ установлял не майорат, а единонаследие, неделимость недвижимых имений»

Таким образом, Пётр добивался следующих результатов: землевладения ограждались от бесконечного дробления, а дворянское сословие — от обнищания. Запрет на отчуждение не позволял дворянину проиграть в карты или каким-либо другим образом «разбазарить» драгоценную землю. Кроме того, право на наследство, закреплённое только за одним сыном, вынуждало его братьев исправно служить на государственной службе — «искать чинов».

## Недостатки указа
Пётр I, как отмечает большинство историков, все свои преобразования совершал «впопыхах», не всегда задумываясь о последствиях.
Новый указ, имевший многие прогрессивные черты, вызвал недовольство. К тому же, как и многие нормативные акты петровской эпохи, он не был достаточно хорошо разработан с точки зрения юридической техники. Неопределённость формулировок порождала сложность в исполнении указа.
В. О. Ключевский: «Он плохо обработан, не предвидит многих случаев, дает неясные определения, допускающие разноречивые толкования: в 1-м пункте решительно запрещает отчуждение недвижимости, а в 12-м предусматривает и нормирует их продажу по нужде; устанавливая резкую разницу в порядке наследования движимых и недвижимых имуществ, не указывает, что разуметь под теми и другими, а это порождало недоразумения и злоупотребления».
Эти недостатки вызывали неоднократные разъяснения в последующих указах Петра. К 1725 году указ был подвергнут значительной доработке, допускавшей значительные отступления от первоначальной редакции.
По мнению В. О. Ключевского: «Закон 1714 года, не достигнув предположенных целей, только внес в землевладельческую среду путаницу отношений и хозяйственное расстройство. Итак, подготовленный и обеспеченный неделимой недвижимостью офицер армейского полка или секретарь коллегиального учреждения — таково служебное назначение рядового дворянина по мысли Петра».